# Gasturbinenkraftwerk

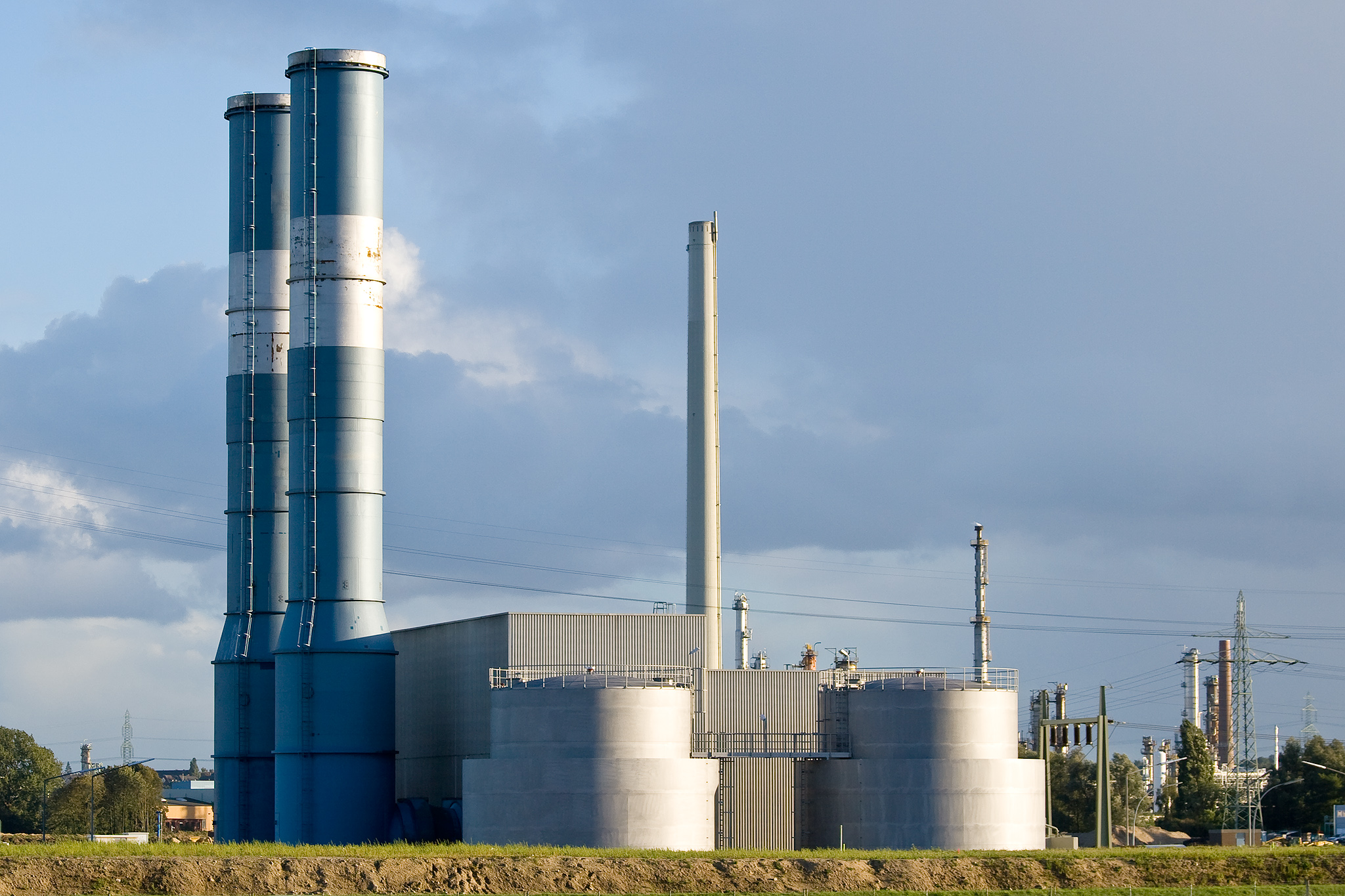
Das Gasturbinenkraftwerk Hamburg-Moorburg (2009 abgerissen)

Ein Gasturbinenkraftwerk ist ein Kraftwerk zur Stromerzeugung, das mit Erdölprodukten oder mit Brenngasen wie beispielsweise Erdgas betrieben wird. Mit diesen Brennstoffen werden Gasturbinen betrieben, die ihrerseits angekoppelte Generatoren antreiben. 
Eigenschaften der Gasturbine, die ihren Einsatz für die Stromerzeugung interessant machen, sind ihre hohe Leistungsdichte und ihre Schnellstartfähigkeit. Aus letzterem Grund wird sie zur kurzfristigen Spitzenlastabdeckung eingesetzt. Ausgeführte Gasturbinenkraftwerke haben je Einheit eine Leistung von bis zu 340 MW. Mit einer solchen Turbine von der ungefähren Größe eines LKW-Anhängers kann man eine Stadt mit etwa 380.000 Einwohnern mit elektrischem Strom versorgen. 
Mit konventionell gefördertem Erdgas liegen die Treibhausgasemissionen von Gasturbinenkraftwerken zwischen 570 und 750 g CO2-eq/kWh; der Median beträgt 670 g CO2-eq/kWh.

## Beschreibung

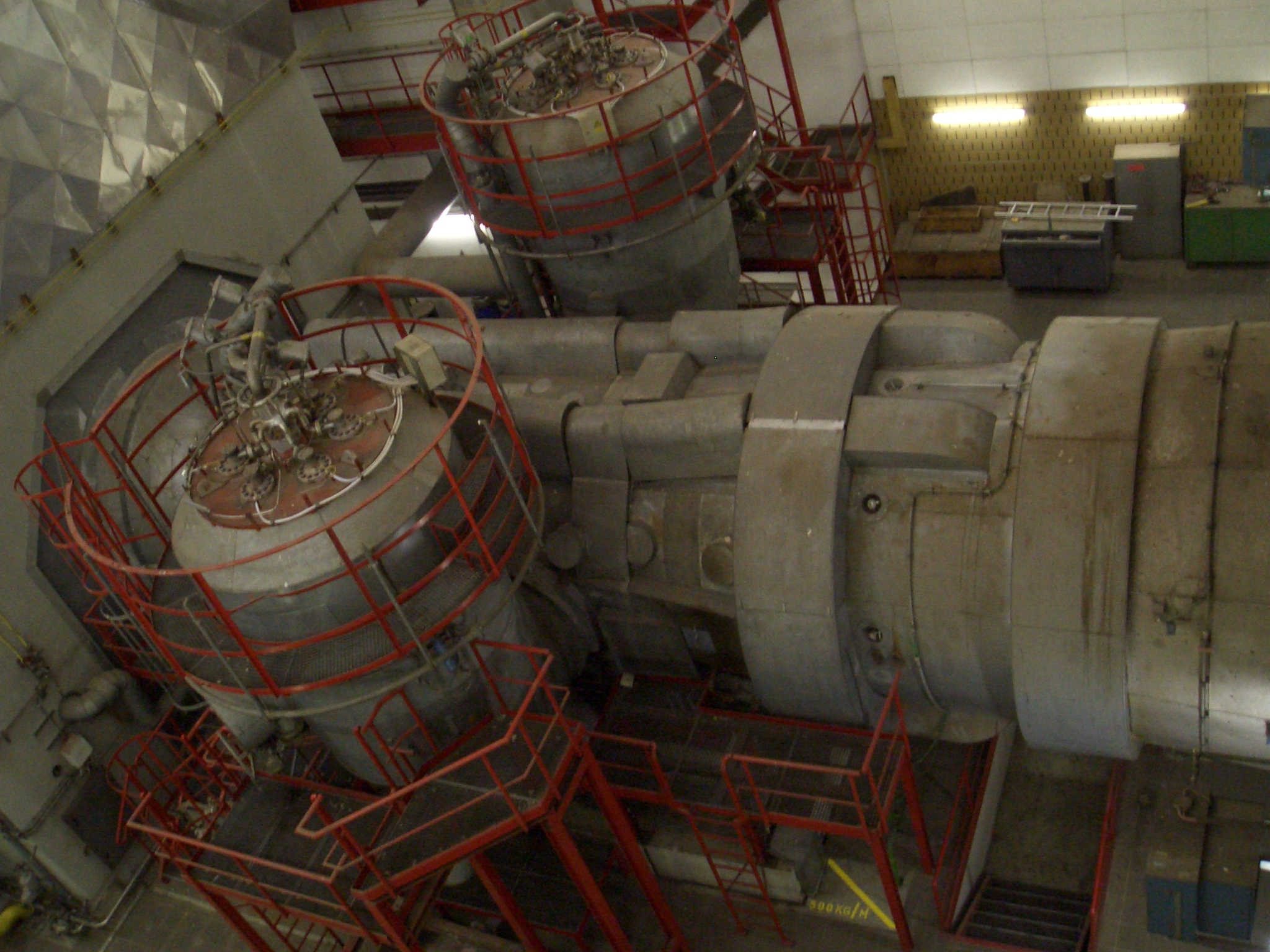
Gasturbine für Erdgasbetrieb (Heavy Duty)

Gaskraftwerke zeichnen sich durch relativ niedrige Investitionen aus. Sie haben aber im Vergleich zu Kohlekraftwerken höhere Betriebskosten. Diese resultieren aus einem etwas geringeren Wirkungsgrad von bis zu 40 % und vor allem höheren spezifischen Energiepreisen des üblicherweise verwendeten Erdgases gegenüber denen der Kohle. Die Abgase der Turbine besitzen beim Verlassen der Turbine noch eine hohe Temperatur, sie können daher zur Beheizung eines Dampfkessels im Gas-und-Dampf-Kombikraftwerk (GuD-Kraftwerk) verwendet werden; damit lassen sich Wirkungsgrade von etwa 60 % erreichen. Zusätzlich können die Abgase auch noch zum Betrieb von thermischen Meerwasserentsalzungsanlagen verwendet werden. Dies wird häufig im Mittleren Osten angewendet, wie in Saudi-Arabien, den Vereinigten Arabischen Emiraten oder Kuwait. Sehr kleine Einheiten können als Mikro-Gasturbine in Blockheizkraftwerken (BHKW) zum Einsatz kommen.
Vorteile eines Gasturbinenkraftwerkes sind die Fähigkeit zum Schwarzstart und der schnelle Anlauf innerhalb von etwa sieben Minuten. Solche Anlagen werden daher vor allem zum Abdecken von Lastspitzen im Stromnetz eingesetzt. Zum Beispiel spielten die West-Berliner Gasturbinenkraftwerke Charlottenburg und Wilmersdorf bis 1989 (Fall der Mauer) eine wichtige Rolle. Für den Fall eines Totalausfalles der Braun- oder Steinkohlekraftwerke gab es einen Notfallplan der BEWAG, nach dem die Gasturbinenkraftwerke die benötigte Leistung während dieser Zeit bereitstellen mussten.
Nicht selten stehen an einem Kraftwerksstandort mehrere Gasturbinen. Ein Beispiel ist das Gasturbinenkraftwerk Thyrow mit ursprünglich acht Gasturbinen.

## Bauarten
Man unterscheidet zwischen schwerer (Heavy Duty) und leichter Bauart (Aeroderivate). 

### Schwere Bauart
Diese Turbinen haben eine Leistung ab ca. 50 MW bis über 340 MW und sind besonders für den stationären Dauerbetrieb in großen Kraftwerken geeignet. Bei diesem Gasturbinentyp ist eine möglichst lange Lebensdauer ein wichtiges Auslegungskriterium. 

### Leichte Bauart
Diese Turbinen mit einer Leistung von 100 kW bis 40 MW sind meist abgeleitet aus Strahltriebwerken für Luftfahrzeuge (Aeroderivative) und werden bevorzugt in Industriekraftwerken eingesetzt. Hier sind diese Turbinen oft Bestandteil einer Kraft-Wärme-Kopplung bzw. einer GuD-Anlage. Da ihre Startzeit nur wenige Minuten beträgt, sind sie auch für Notstromaggregate geeignet. 

## Sicherheit
Gasturbinen-Kraftwerke gelten als relativ betriebssicher. Allerdings geschah am 7. Februar 2010 bei einem in Probebetrieb befindlichen, mit Erdgas betriebenen Kraftwerk in Middletown (Connecticut) ein schwerer Unfall. Bei einem Reinigungsvorgang in einer Leitung wurde versehentlich ein Gas-Luft-Gemisch gezündet. Die anschließende gewaltige Explosion war noch in einer Entfernung von über 20 km deutlich spürbar.